# Handley Page V/1500
Handley Page V/1500 – ciężki samolot bombowy, konstrukcji brytyjskiej, z okresu I wojny światowej.

## Historia
W roku 1917 niemieckie ciężkie bombowce typu "R" zaczęły przejmować od sterowców zadanie bombardowania terytorium Wielkiej Brytanii, głównie Londynu. Brytyjczycy nie posiadali samolotu, który byłby w stanie dokonać odwetowego uderzenia na Berlin i powrócić do bazy we wschodniej Anglii. Posiadane przez RFC bombowce Handley Page O/400 były udane i używane do bombardowania Niemiec. Nie miały jednak wymaganego udźwigu i zasięgu. Aby zyskać na czasie i uprościć budowę nowego samolotu, dokonano po prostu powiększenia płatowca HP O/400. Największą modyfikacją była zmiana napędu. W poprzednim modelu były to dwa silniki ciągnące. W nowym, oznaczonym V/1500 (V jak Victor-zwycięzca), były to dwa zestawy silników zblokowanych w tandemie. Jeden ciągnący i jeden pchający. Prototyp nowej maszyny zbudowano w zakładach Harland & Wolff w Belfaście. Oblotu dokonano w maju 1918. W czerwcu prototyp uległ katastrofie, w której zginęła cała załoga testowa. Budowę wstrzymano do czasu wykrycia przyczyn wypadku. Kontynuowano ją dopiero w październiku 1918. Pierwsze trzy egzemplarze były gotowe na początku listopada. Badano je w locie na lotnisku Bircham Newton w Norfolk. Początkowe zamówienie opiewało na 255 samolotów. Zostało ono z końcem wojny anulowane.

## Służba
Pod koniec I wojny światowej sformowano specjalną jednostkę mającą grupować najcięższe samoloty bombowe. Nosiła ona nazwę IAF (Independent Air Force – Niezależne Siły Powietrzne) i podlegała bezpośrednio Sztabowi Generalnemu. Jej zadaniem miały być odwetowe bombardowania Berlina. Zalążkiem tych sił był 27 pułk lotniczy. Trzy wyprodukowane egzemplarze nowego bombowca przydzielono do 166 dywizjonu, wchodzącego w jego skład.
Samoloty V/1500 nie zdążyły wziąć udziału w I wojnie światowej. Kołujące na start samoloty zostały zawrócone z powodu podpisania zawieszenia broni. Jeden egzemplarz został zastosowany bojowo w 1919 w działaniach przeciw Afganistanowi (III wojna brytyjsko-afgańska).  D
okonał on jednego nalotu na Kablu, co doprowadziło do rozmów pokojowych 

## Opis konstrukcji
Samolot HP V/1500 był czterosilnikowym dwupłatem o konstrukcji całkowicie drewnianej. Załoga  5-6 osób. Kadłub konstrukcji kratownicowej pokryty był do połowy sklejką, dalej płótnem. W odróżnieniu od poprzednika nowy samolot miał stanowisko tylnego strzelca na końcu kadłuba. Miał składane skrzydła i odkryte kabiny. Płaty miały konstrukcję drewnianą krytą płótnem oraz lotki na obu płatach. Napęd stanowiły cztery silniki rzędowe 12 cylindrowe, chłodzone cieczą, Rolls Royce o mocy 380 KM każdy. Umieszczone były po dwa w tandemie, w komorze płatów. Silniki ciągnące napędzały śmigła  dwułopatowe, pchające – czterołopatowe. Śmigła były drewniane i obracały się w przeciwnych kierunkach. Zbiorniki paliwa o pojemności 4600 l. znajdowały się w kadłubie. Uzbrojenie strzeleckie składało się z karabinów maszynowych Lewis kal. 7,7 mm umieszczonych, po jednym lub dwa, na obrotnicach w przednim i tylnym stanowisku strzeleckim. Uzbrojenie uzupełniał jeden km Lewis, mogący strzelać w górę lub w dół przez odsuwane segmenty poszycia. Ładunek bomb o maksymalnej wadze 3500 kg, znajdował się wewnątrz kadłuba.